# Dunkin' Donuts Center
Il Dunkin' Donuts Center (originariamente Providence Civic Center) è un'arena situata a Providence nel Rhode Island. È stata costruita nel 1972. Nel 2001, l'arena è stata nominata Dunkin' Donuts Center. Nel dicembre del 2005, la Rhode Island Convention Center Authority ha acquistato l'edificio dal City of Providence e nel 2008 ha speso 80 milioni di dollari nella ricostruzione dell'arena.